# Сапун Семен Семенович
Сапун Семен Семенович (17 квітня 1893, Попівка — 20 березня 1943, Суми) — український революціонер-підпільник. Лідер Сумської обласної мережі ОУН (б). Голова товариства «Просвіта» у м. Суми (1942).
Почесний громадянин міста Суми (2016).

## Життєпис

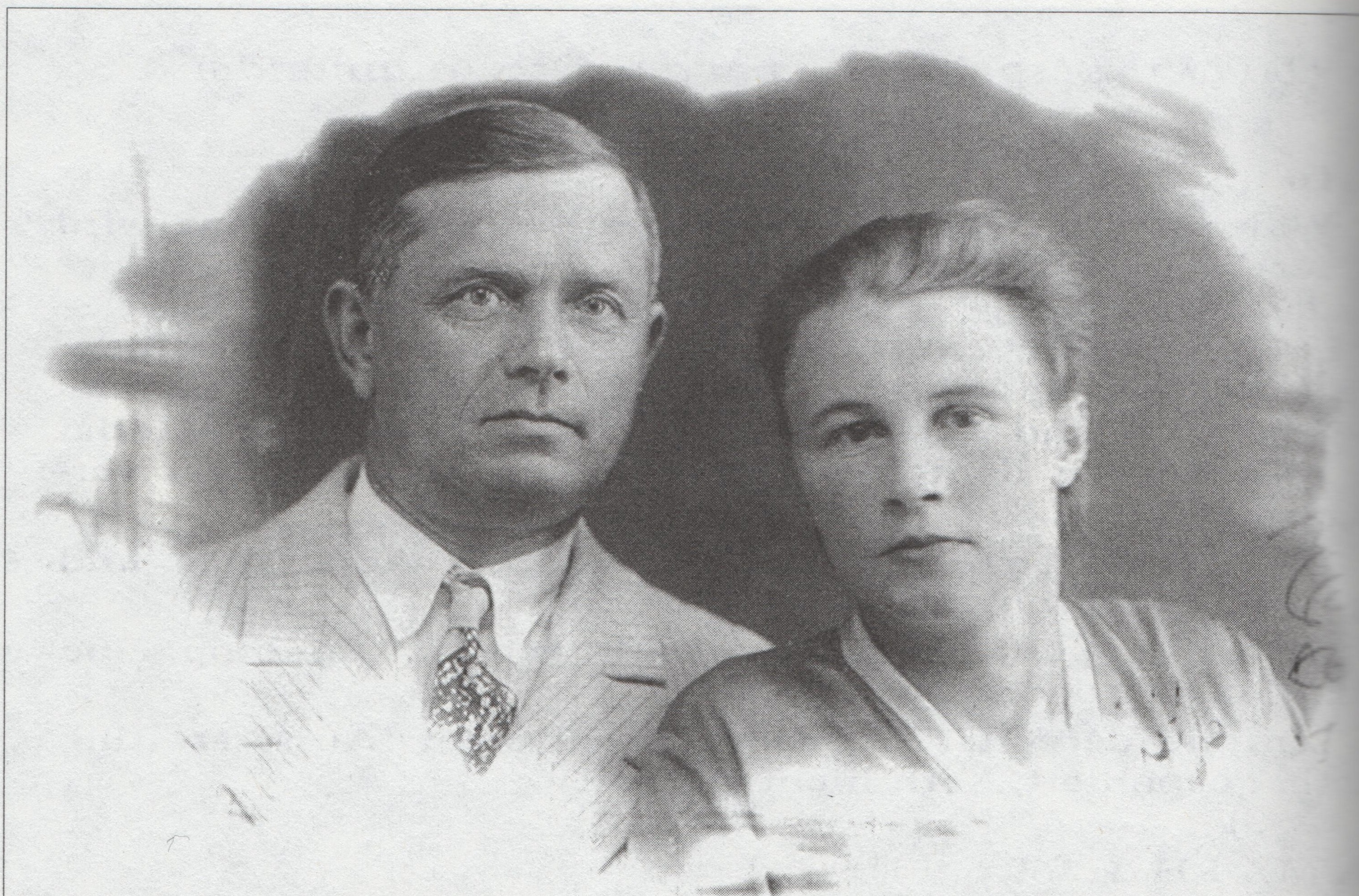
Сапун з дружиною Ніною Пилипівною

Народився в родині заможних селян у Полтавській губернії, колишньому Полтавському полку Гетьманщини.

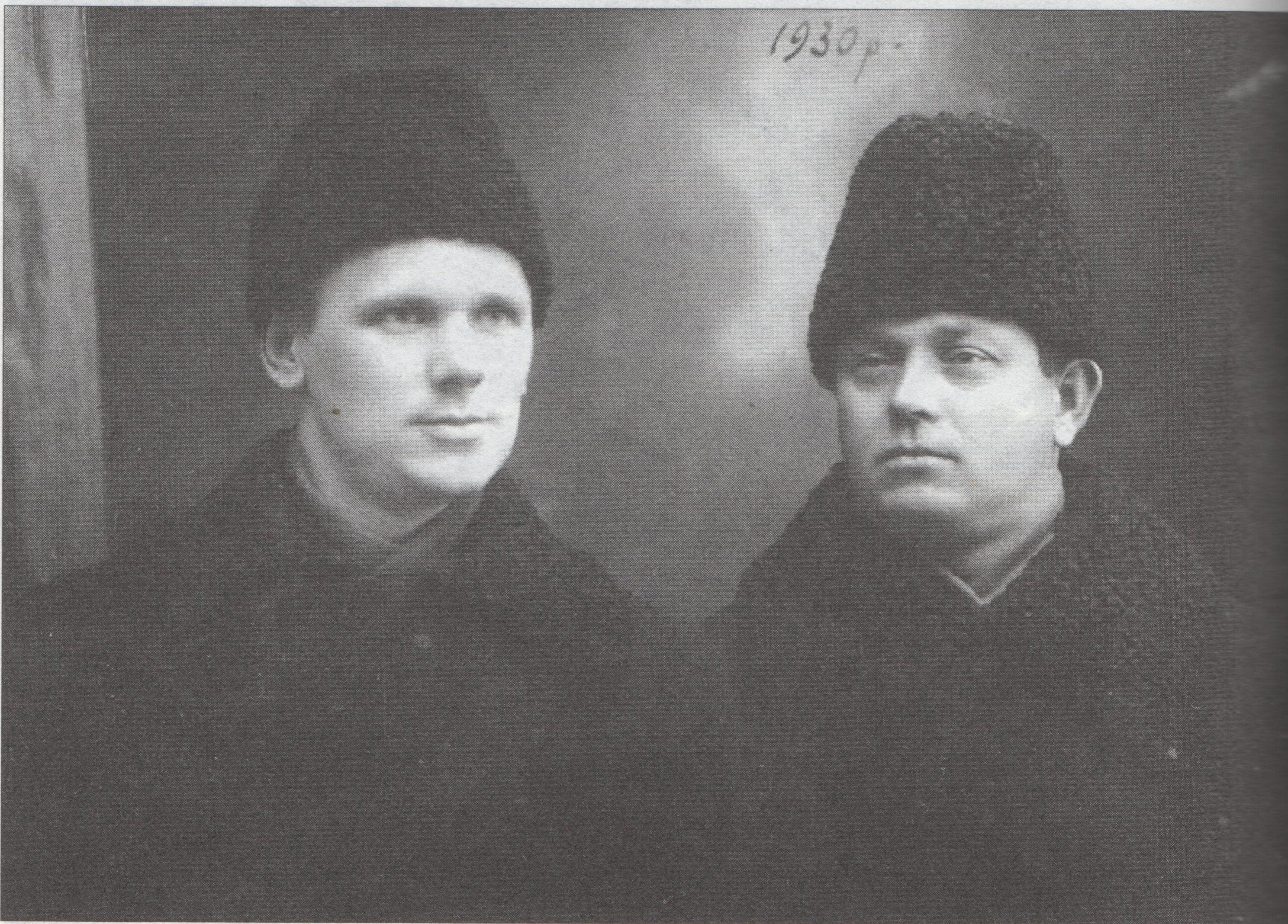
Сапун з братом Іваном

У 1914 р., після закінчення педагогічної школи, отримав посаду вчителя у с. Багата Чернеччина Великобучівського р-ну (колишнього Костянтиноградського повіту Полтавської губернії, теперішнього Сахновщинського району Харківської області). У цьому ж році, з початком Першої світової війни, був призваний в російську армію, де служив рядовим. Отримав поранення на фронті. Після одужання вступив до сільськогосподарського інституту, з якого випустився достроково у 1917-му і направлений до четвертої московської школи прапорщиків. Отримавши звання прапорщика пробув на фронті до жовтня 1917.
1919 на короткий термін був мобілізований до деникінської армії, потім знову вчителював. З 1925 по 1930 працював у школі с. Варварівка Карлівського р-ну Полтавської області. З 1935 р. С.Сапун — завпед школи № 6 м. Суми. До арешту 22 квітня 1938 мешкав у Сумах на вул. Петропавлівській, 32.

## У застінках НКВС
Обвинувачення -контрреволюційна повстанська організація. Проте, упродовж 8-ми місяців катувань слідчим не вдалося зламати в'язня. Сапун не підписав жодного звинувачення. Справу, за відсутністю доказів, припинили. 10 січня 1939 року Сапуна звільнили.

Семен Сапун після 8-ми місячних поневірянь у застінках НКВС

## Оунівське підпілля під прикриттям «Просвіти»
Війна застала Семена Сапуна в Сумах. Сюди він перевів і дружину Ніну Пилипівну з двома її доньками.
З початком німецької окупації, використовуючи знайомства серед місцевої інтелігенції, він організує «Просвіту», під опікою якої діяла школа перекладачів, українська гімназія, школа художньої вишивки. З усталенням німецької адміністрації пішов на сліжбу до нацистів. Німці дозволили йому створити щось на кшталт української «Просвіти», під опікою якої діяла школа перекладачів, яка насправді була курсами німецької мови для населення, українська гімназія, школа художньої вишивки.
Група місцевої української інтелігенції, яка зосереджувалася навколо Семена Сапуна, спочатку не мала чітко окресленого політичного забарвлення. Проте, основною причиною їхніх зібрань було все ж не створення гімназії чи організація товариства «Просвіта», а націоналістична діяльність, спрямована на боротьбу за незалежність України.
У серпні 1942 року керівники обласного Проводу ОУН отримали зі Львова директиву про активізацію боротьби проти німців. Директива вимагала перебудови роботи всього підпілля, проведення саботажних акцій проти німців. Завдання було доведено до місцевих клітин ОУН. У Лебедині продовжилось накопичення зброї, в Конотопі готувався випуск підпільної газети. Там же, за деякими джерелами, планувалося створити центр з випуску зброї та боєприпасів. Агент гестапо Дзендзеловський повідомляв: "Українські націоналісти зараз проводять шалену роботу серед українського народу на збройну боротьбу не лише з більшовиками, а й Німеччиною, під гаслом «за вільну соборну Україну».
Повідомлення свого підлеглого про існування в області мережі ОУН інший радянський агент Барановський (начальник Краснопільської поліції) передав у гестапо.

## Арешт і загибель
Сапуна та частину підпільників арештовано 7 жовтня 1942 року. Слідство тривало майже 5 місяців — до 20 лютого 1943 року. Основний склад підпілля ОУН на Сумщині розстріляли й спалили на території тюрми 20 березня 1943 року. Скільки всього знищено членів ОУН тієї ночі невідомо, але за свідченнями дружини Сапуна, Ніни Гнатченко, у справі націоналістичного підпілля заарештували близько 90 осіб.

## Вшанування
Меморіальну дошку в Сумах на честь Семена Сапуна встановлено у 2007 році в Сумах, на будівлі КРУ. Є місцем зібрання сум'ян у день УПА.
30 березня 2016 року рішенням міської ради, Семену Сапуну присвоєно звання почесного громадянина міста Суми.
У місті Конотоп вулицю Лермонтова перейменували на вулицю Семена Сапуна.
У місті Суми вулицю Донську перейменували на вулицю Семена Сапуна.